# Nóvaia Krassavka
Nóvaia Krassavka (en rus: Новая Красавка) és un poble de l'óblast de Saràtov, a Rússia, segons el cens del 2010 tenia 710 habitants. Pertany al districte municipal de Líssie Gori.